# الهول
الهول هي بلدة شرقي محافظة الحسكة، شمال شرقي سوريا. تعتبر المركز الإداري لناحية الهول المكونة من 22 بلدية. بلغ عدد سكان البلدة 3,409 نسمة في تعداد 2004.
استولت قوات تنظيم الدولة الإسلامية على القرية أثناء الحرب الأهلية السورية، نظراً لأهميتها الاستراتيجية، واعتبرت واحدة من المعاقل الرئيسية لداعش في شمال شرقي سوريا. ثم سيطرت عليها قوات سوريا الديمقراطية يوم 13 نوفمبر 2015 في عملية مخصصة، في ما اعتبر أول نجاح استراتيجي تحققه قسد منذ تأسيسها.

## الجغرافيا
تقع البلدة حوالي 40 كيلومتر (25 ميل) شرق الحسكة، على الضفة الجنوبية من وادي عطا الله. لا تزال عين تدعى عين الهول، والتي تقع جنوب البلدة، تحمل المياه بعدما جف الوادي. من بين القرى المجاورة الشيخ معد التي يوجد بها ضريح الشيخ معد في الشمال، على الجانب الآخر من الوادي.

## البنية التحتية
شمال البلدة هنالك مفترق طرق يربط بين عاصمة المحافظة والحدود العراقية. يؤدي الطريق الشمالي الشرقي إلى تل حميس ومعبر ربيعة الحدودي، والطريق الجنوبي الشرقي باتجاه جبل سنجار يمر عبر البلدة من الجهة الجنوبية الشرقية، وصولاً إلى معبر مخفر أم جريس الحدودي. وتحيط بالبلدة قواعد عسكرية استخدمها الجيش السوري سابقاً.

### مخيم الهول للَّاجئين
أنشئت المفوضية العليا مخيماً للاجئين في أوائل عام 1991 إبان حرب الخليج، على المشارف الجنوبية لبلدة الهول، وشُغل بالتنسيق مع الحكومة السورية، إلى جانب مخيماً آخر في الحسكة، موفراً ملاذاً إلى ما لا يقل عن 15,000 لاجئ من العراق. أعيد افتتاح المخيم لاحقاً في أعقاب حرب العراق 2003 ليكون واحدًا من ثلاث مخيمات موجودة على الحدود السورية العراقية، استقبل المخيم عدد من طردهم الولايات المتحدة من العراق ومن الذين طردوا من الكويت إبان حرب الخليج 1991.

## الحرب الأهلية السورية
طردت وحدات حماية الشعب الكردية مسلحي تنظيم الدولة الإسلامية في هجوم شرق الحسكة من مساحات واسعة في المحافظة منها تل حميس وبئر الحلو. ولكن بقي ريف الحسكة الجنوبي الشرقي المحيط بالهول آخر معاقل داعش في المحافظة. توحدت وحدات حماية الشعب وشركائها من عرقيات متعددة في أكتوبر 2015، ليشكلوا قوات سوريا الديمقراطية (قسد)، وأعلن قائد الصناديد (احدى الشركاء) بندر الحميدي «تحرير الهول والشدادي من تنظيم الدولة الإسلامية أولوية فورية».
بعد أن نجحت قسد في معركة الحسكة التي وقعت أواخر أكتوبر 2015، تقدمت ببطئ نحو الهول. فسيطرت في 11 نوفمبر الخاتونية، وطوقوا القرية من الشمال والجنوب في 12 نوفمبر. ودخلت قسد الهول في 13 نوفمبر، فيما اعتبر أول نجاح استراتيجي لها. توجهت قسد بعد ذلك غرباً للسيطرة على جيب أخير لداعش حول قرى أبو حجيرة خواتنة وخويتلة.